# Pall Mall (sigaretten)

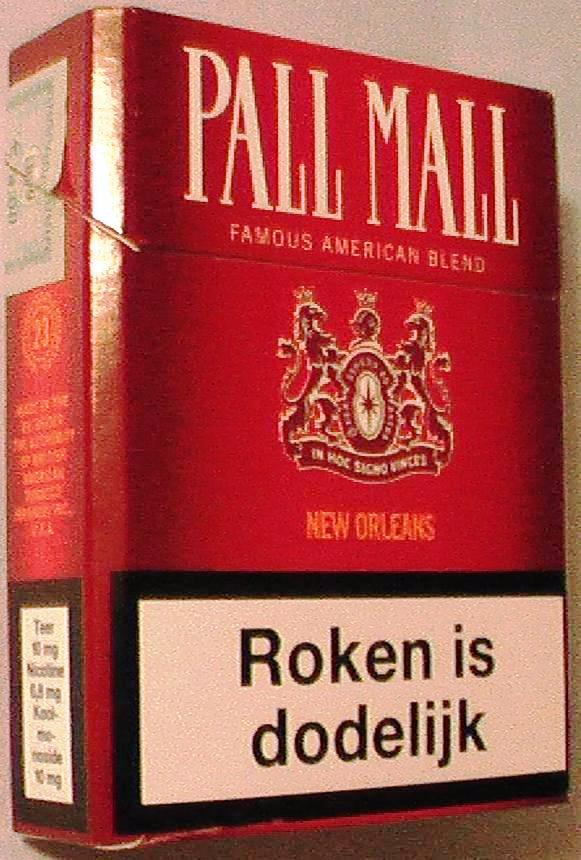
Pall Mall

Pall Mall is een sigarettenmerk, geproduceerd door R. J. Reynolds Tobacco Company in Winston-Salem. Internationaal worden deze sigaretten vervaardigd door British American Tobacco. Pall Mall-sigaretten werden geïntroduceerd in 1899 door een bedrijf, genaamd "The Butler & Butler Company". In 1907 werd het merk aangekocht door American Tobacco, die de sigaretten nog steeds verkoopt.
Pall Mall bereikte het hoogtepunt van zijn populariteit in 1960, toen het het bestverkochte sigarettenmerk was in de Verenigde Staten.

## Soorten
1. Pall Mall Red (10 mg teer; 0,8 mg nicotine; 10 mg koolmonoxide)
2. Pall Mall Blue (7 mg teer; 0,6 mg nicotine; 8 mg koolmonoxide)
3. Pall Mall Rolling Tobacco Red (12 mg teer; 1,1 mg nicotine)
4. Pall Mall Rolling Tobacco Blue(12 mg teer; 1,0 mg nicotine)